# Stenandra kolbei
Stenandra kolbei är en skalbaggsart som först beskrevs av Auguste Lameere 1903.  Stenandra kolbei ingår i släktet Stenandra och familjen långhorningar.
Artens utbredningsområde är:
- Gabon.
- Moçambique.
- Togo.

Inga underarter finns listade i Catalogue of Life.